# Zoji La
Zoji La, Zoji-la ou Zojila (em ladaque: ཟོ་ཇི་ ལཱ་;) é um passo de montanha no norte da Índia, na fronteira entre os territórios da União de Jamu e Caxemira e Ladaque. É praticamente o único ponto de passagem terrestre entre o vale de Caxemira, a oeste, e o Ladaque, a leste. Por ele passa estrada Serinagar–Lé, antigamente conhecida como "Estrada do Tratado" (Treaty Road) uma das duas únicas estradas que ligam o Ladaque com o resto do mundo.
Por estrada, Zoji La situa-se 39 km a sudoeste de Dras, 100 km a sudoeste de Cargil, 310 km a oeste de Lé, 24 km a leste de Sonamarg e 100 km a leste-nordeste de Serinagar. Devido aos grandes nevões, o passo geralmente está encerrado ao trânsito durante o inverno e mesmo durante a parte do outono e primavera. Com 3 528 metros de altitude, Zoji La é terceiro passo mais alto na estrada Serinagar—Lé a seguir ao Fotu La (4 108 m) e ao Namika La (3 700 m).
A estrada Manali–Lé, que liga Lé a Manali, no Himachal Pradexe, só foi aberta a veículos civis em 1987, pelo que durante décadas Zoji La era o único ponto de entrada civil por estrada para o Ladaque. É comum a área do passo ficar coberta com um manto de neve de 10 metros de espessura e quando a estrada abre na primavera, os veículos circulam entre barreiras de neve vertical mais altas que autocarros. A paisagem é radicalmente diferente a oeste e a oeste do passo: a leste a paisagem é alpina e verdejante, tornando-se subitamente árida e sem árvores a leste, um claro sinal do efeito sombra de chuva causado pelos Himalaias que praticamente impedem a precipitação no Ladaque. Apesar da neve intensa, no passado as gentes de Dras asseguravam o transporte de correio e mercadorias durante o inverno atravessando o passo quando não estava a nevar.
Durante a Guerra Indo-Paquistanesa de 1947, o passo foi tomado pelas tropas paquistanesas durante a campanha para conquistar o Ladaque. Foi capturado pelas tropas indianas em 1 de novembro de 1948 durante a Operação Bison, durante a qual foi também tomado o resto do que é atualmente o distrito de Cargil. O sucesso da operação deveu-se principalmente ao uso de tanques, um tipo de arma que nunca tinha sido utilizada antes em altitudes tão elevadas[♦] e em terreno tão adverso. A façanha parecia de tal modo inviável que quando as tropas avançadas paquistanesas reportaram ao seu comandante na retaguarda que se aproximava uma coluna de tanques, este recusou-se a acreditar e disse-lhes que só podiam ser jipes camuflados. A tomada de Zoji La foi determinante para que o Ladaque permanecesse território indiano.